# 62 (numero)
Sessantadue (cf. latino sexaginta duo, greco δύο καὶ ἑξήκοντα) è il numero naturale dopo il 61 e prima del 63.

## Proprietà matematiche
- È un numero pari.
- È un numero composto e ha i seguenti divisori: 1, 2, 31 e 62. Poiché la somma dei divisori (escluso il numero stesso) è 34 < 62 è un numero difettivo.
- È un numero semiprimo.
- È un numero omirpimes.
- È un numero nontotiente.
- È un numero di Ulam.
- È parte della terna pitagorica (62, 960, 962).
- È un numero a cifra ripetuta nel sistema di numerazione posizionale a base 5 (222).
- È un numero intero privo di quadrati.
- È un numero congruente.

## Astronomia
- 62P/Tsuchinshan è una cometa periodica del sistema solare.
- 62 Erato è un asteroide della fascia principale del sistema solare.
- NGC 62 è una galassia spirale della costellazione della Balena.

## Astronautica
- Cosmos 62 è un satellite artificiale russo.

## Chimica
- È il numero atomico del Samario (Sm), un lantanoide.